# Drosera gibsonii
Drosera gibsonii är en sileshårsväxtart som beskrevs av P. Mann. Drosera gibsonii ingår i släktet sileshår, och familjen sileshårsväxter. Inga underarter finns listade i Catalogue of Life.

## Bildgalleri